# Карл II Брауншвейгский

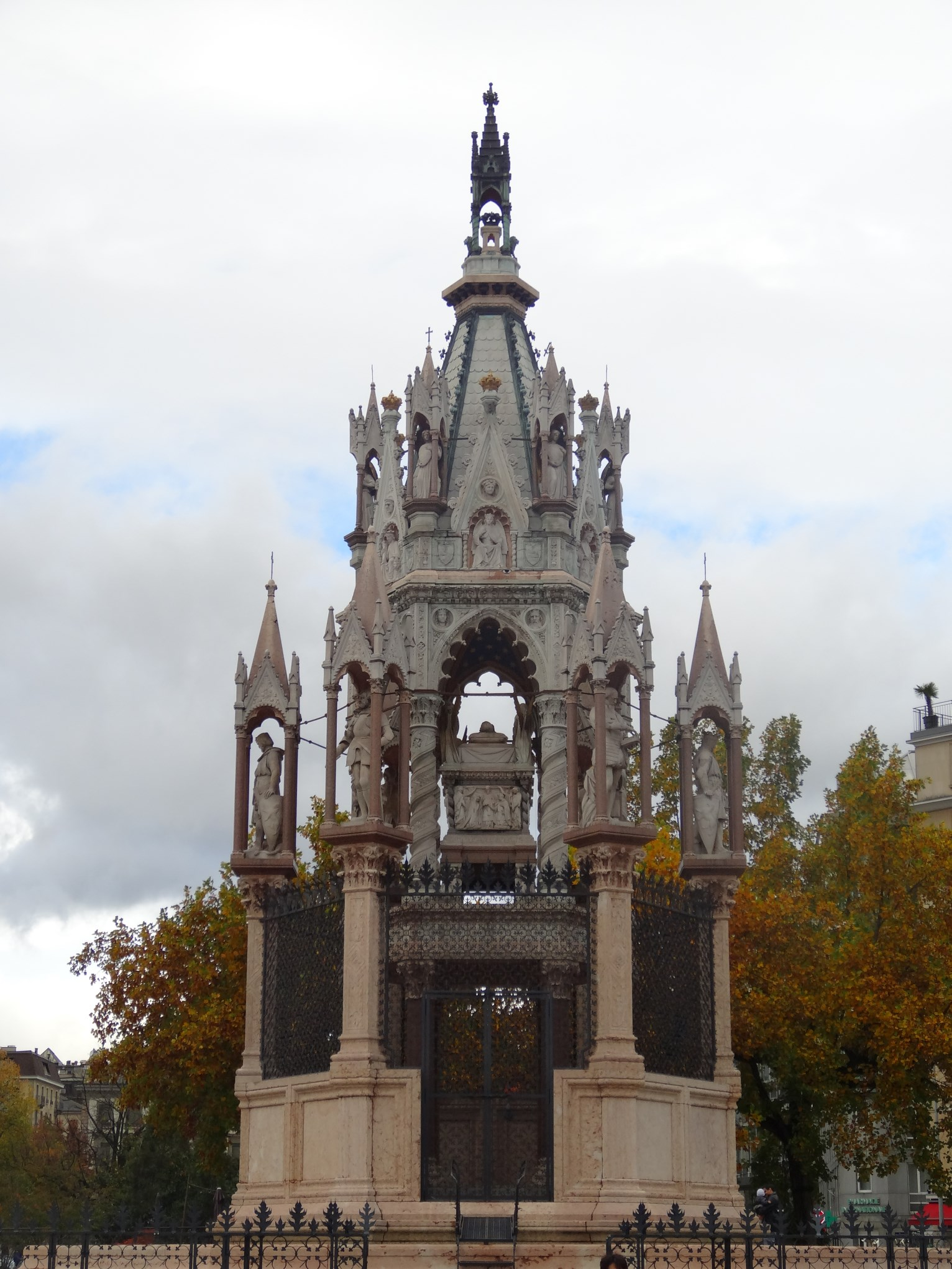
Монумент Brunswick в Женеве - мавзолей Карла II Брауншвейгского

Карл II Фридрих Август Вильгельм Брауншвейгский (нем. Karl II von Braunschweig; 30 октября 1804, Брауншвейг — 18 августа 1873, Женева) — второй герцог Брауншвейгский и герцог Олесницкий (Эльс) (1815—1830).

## Биография
Родился в Брауншвейге, столице княжества Брауншвейг-Вольфенбюттель. Старший сын герцога Фридриха Вильгельма Брауншвейг-Люнебургского (1771—1815) и принцессы Марии Баденской (1782—1808).
После смерти своего отца в июне 1815 года 11-летний Карл унаследовал титул герцога Брауншвейгского. Но так как Карл был еще несовершеннолетним, он был взят под опеку и попечительство Георга, принца-регента Великобритании и Ганновера. Когда Карлу исполнилось 18 лет, начались споры о возрасте совершеннолетия. Сам Карл утверждал, что совершеннолетие наступает в 18 лет, а то время как Георг Ганноверский считал возрастом совершеннолетия 21 год. Был достигнут компромисс, Карл был объявлен совершеннолетним в возрасте 19 лет и 30 октября 1823 года взял на себя управление герцогством Брауншвейг.
В 1827 году герцог Карл объявил недействительными ряд законов, принятых во время его несовершеннолетия, что вызвало спор с королевством Ганновер. В конфликт вмешался Германский союз, который вынудил герцога Карла Брауншвейгского отменить своё решение и утвердить все ранее отменённые законы.
Администрация Карла обвинялась в коррупции и ошибках. Когда в 1830 году во Франции началась Июльская революция, Карл Брауншвейгский находился в Париже. Он выехал в Брауншвейг, где объявил о своём намерении подавить все революционные выступления силой оружия. Но 6 сентября того же года, когда герцог ехал из театра во дворец, в него стали кидать камнями. На следующий день большая толпа попыталась прорваться в герцогский дворец. Карл бежал из своей столицы, а его дворец был полностью сожжён. 10 сентября в Брауншвейг прибыл Вильгельм, младший брат Карла, где был с радостью принят народом. Вильгельм вначале считал себя регентом герцогства вместо своего старшего брата, но через год объявил себя герцогом. Карл Брауншвейгский предпринял несколько попыток свергнуть своего брата с помощью дипломатии и силы, но потерпел неудачу. Ни один из европейских монархов не захотел поддержать Карла.
Последние годы Карл Брауншвейгский провёл за пределами Германии, в основном, в Париже и Лондоне. Во время своего проживания в Лондоне он вступил в конфликт с английским издателем и журналистом Барнардом Григори по поводу статей, опубликованных о герцоге в газете «Сатирик».
Именно Карл Брауншвейгский вдвоём с графом Изуаром в парижском оперном театре сыграл известную каждому шахматисту партию против американского шахматного гения Пола Морфи (см. Оперная партия Морфи).
После начала Франко-прусской войны (1870) Карл Брауншвейгский переехал в Женеву, где и умер в возрасте 68 лет в отеле Beau Rivage в 1873 году. Он оставил большое состояние городу Женева, который, по его просьбе, построил Брауншвейгский мавзолей в его память. Карл не был женат и не имел детей.

## Титулы
- 30 октября 1804 — 16 октября 1806 — «Его Светлость Герцог Карл Фридрих Брауншвейг-Вольфенбюттельский»
- 16 октября 1806 — 16 июня 1815 — «Его Высочество Наследственный Герцог Брауншвейгский»
- 16 июня 1815 — 9 сентября 1830 — «Его Высочество Герцог Брауншвейгский»
- 9 сентября 1830 — 18 августа 1873 — «Его Высочество Герцог Карл II Брауншвейгский»